# .tg
.tg ist die länderspezifische Top-Level-Domain (ccTLD) des Staates Togo. Sie wurde am 5. September 1996 eingeführt und wird durch die Organisation Cafe Informatique et Telecommunications verwaltet.